# China Express Airlines
China Express Airlines of Huaxia Airlines is een Chinese luchtvaartmaatschappij met haar thuisbasis eerst in Guiyang, vervolgens in Chongqing.
China Express Airlines werd in 2004 opgericht door de Hongshang Industry Holding Company, de Beijing Longkai Chuangxing Technology Development Company en twee buitenlandse investeerders.
De eerste vlucht was op 25 september 2006.
De centrale hub van de maatschappij is de Internationale luchthaven Chongqing Jiangbei, met als focusbestemmingen Guiyang Longdongbao International Airport, Hohhot Baita International Airport en Ganzhou Huangjin Airport.
De vloot bestaat in juli 2016 uit 25 Bombardier CRJ-900 NextGen vliegtuigen.